# Hyadum I
Hyadum I (gamma Tauri) is een ster in het sterrenbeeld Stier (Taurus).
De ster maakt deel uit van de sterrenhoop Hyaden.